# Pic Independència
El pic Independència o Qullai Istiqlol (en tadjik: Қуллаи Истиқлол), de 6.940 m d'altitud, és el setè cim més alt de les muntanyes del Pamir, i es troba al centre de la província de Gorno-Badakhxan, al Tadjikistan, per sobre del naixement del riu Yazgulem, a la serralada del mateix nom. La muntanya consta de tres cims coberts de neu i gel i la seva cara nord-oest és on neix la glacera Fedchenko.
El cim va ser anomenat originalment Dreispitz per un equip conjunt rus-alemany que el va descobrir el 1928, però no va poder pujar-lo a causa de la neu profunda i el perill d'allau. La primera ascensió la va fer l'any 1954 un equip rus dirigit per A. Ugarov. Després de la Segona Guerra Mundial, Dreispitz va passar a anomenar-se Pic Revolució (en tadjik: Қуллаи Инқилоб, Qullai Inkilob), i el juliol de 2006 se li va donar el seu nom actual.